# Oscarsteatern
Oscarsteatern (также известный как Oscars) — шведский частный музыкальный театр (оперетты и мюзиклы) в центре Стокгольма, находящийся на первом этаже здания Kungsbropalatset.

## История и деятельность

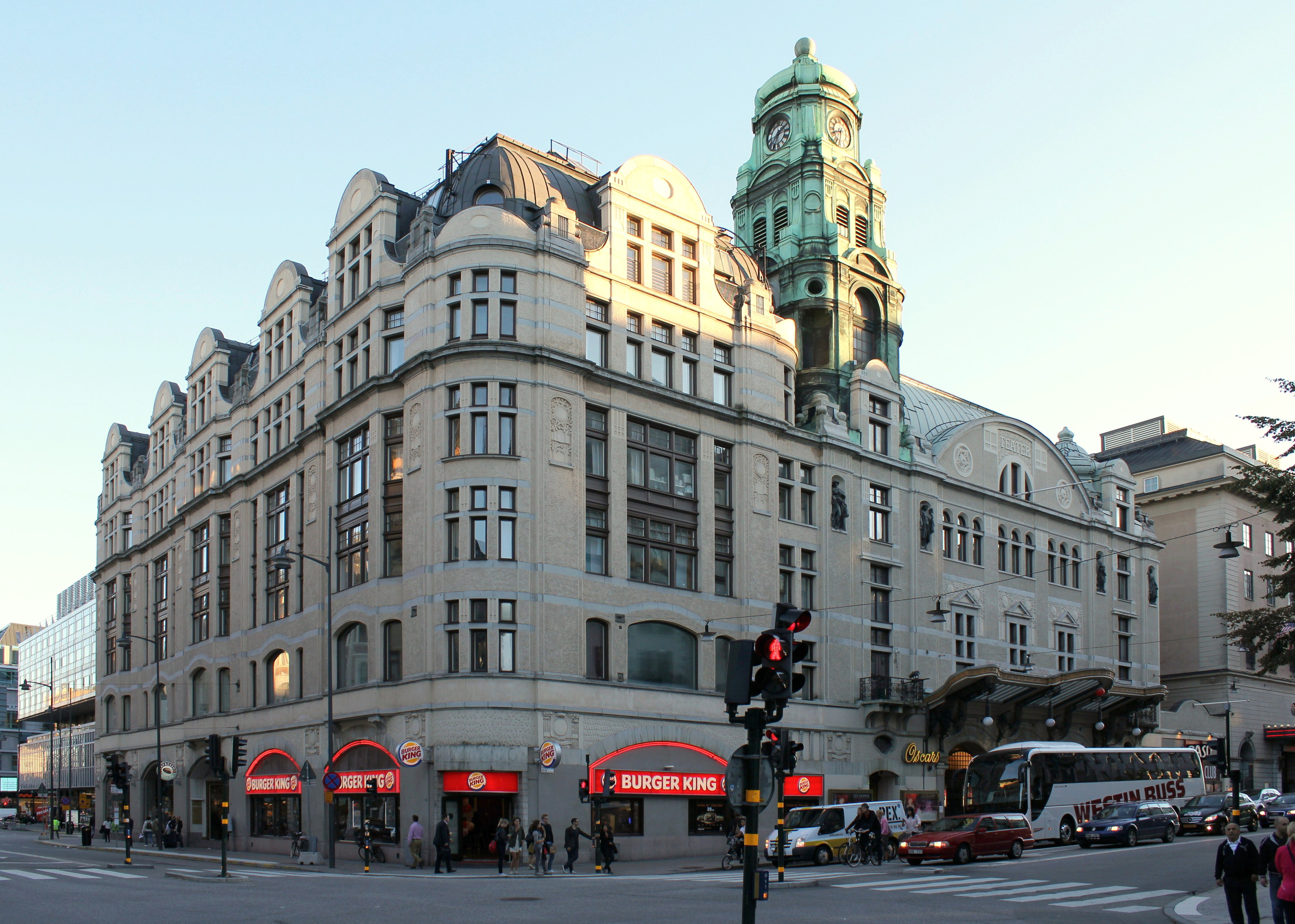
Kungsbropalatset в 2012 году

Здание Kungsbropalatset, спроектированное архитектором Акселем Андербергом, строилось в 1905—1907 годах. С 1982 года является культурно-историческим объектом.
Oscarsteatern на первом этаже этого здания был открыт 6 декабря 1906 года. Театр строился при участии шведского предпринимателя и филантропа Исаака Хирша и был назван в честь правящего в то время шведского монарха Оскара II. Зал театра вмещал 1175 зрителей и был украшен белой лепниной и рельефным позолоченным орнаментом. Шведский художник Вике Андрен расписал потолок театра. После рассмотрения таких названий, как Albertteatern и Kungsteatern, выбор был сделан на Oscarsteatern после того, как король дал разрешение на своё имя и пообещал присутствовать на открытии театра. Первой постановкой театра стала оперетта «Frihetsbröderna» Жака Оффенбаха. За ней последовала «Весёлая вдова» Франца Легара.
Альберт Ранфт, которого современники называли «Театральным императором Стокгольма» руководил Oscarsteatern с момента его основания до 1926 года. Затем театр возглавлял триумвират из Полины Бруниус, Джона Бруниуса и Ёёсты Экмана (1926—1931 годы). После них директорами Oscarsteatern были Ялмар Лундхольм (1932—1938 годы), Эрнст Эклунд (1938—1941 годы) и Густав Валли (1941—1947 годы). Когда Валли возглавил театр, он переделал декорации в зале, гостиная была выкрашена в красный цвет, зеленые стулья были заменены на красные, перекрашены двери и заменены светильники.

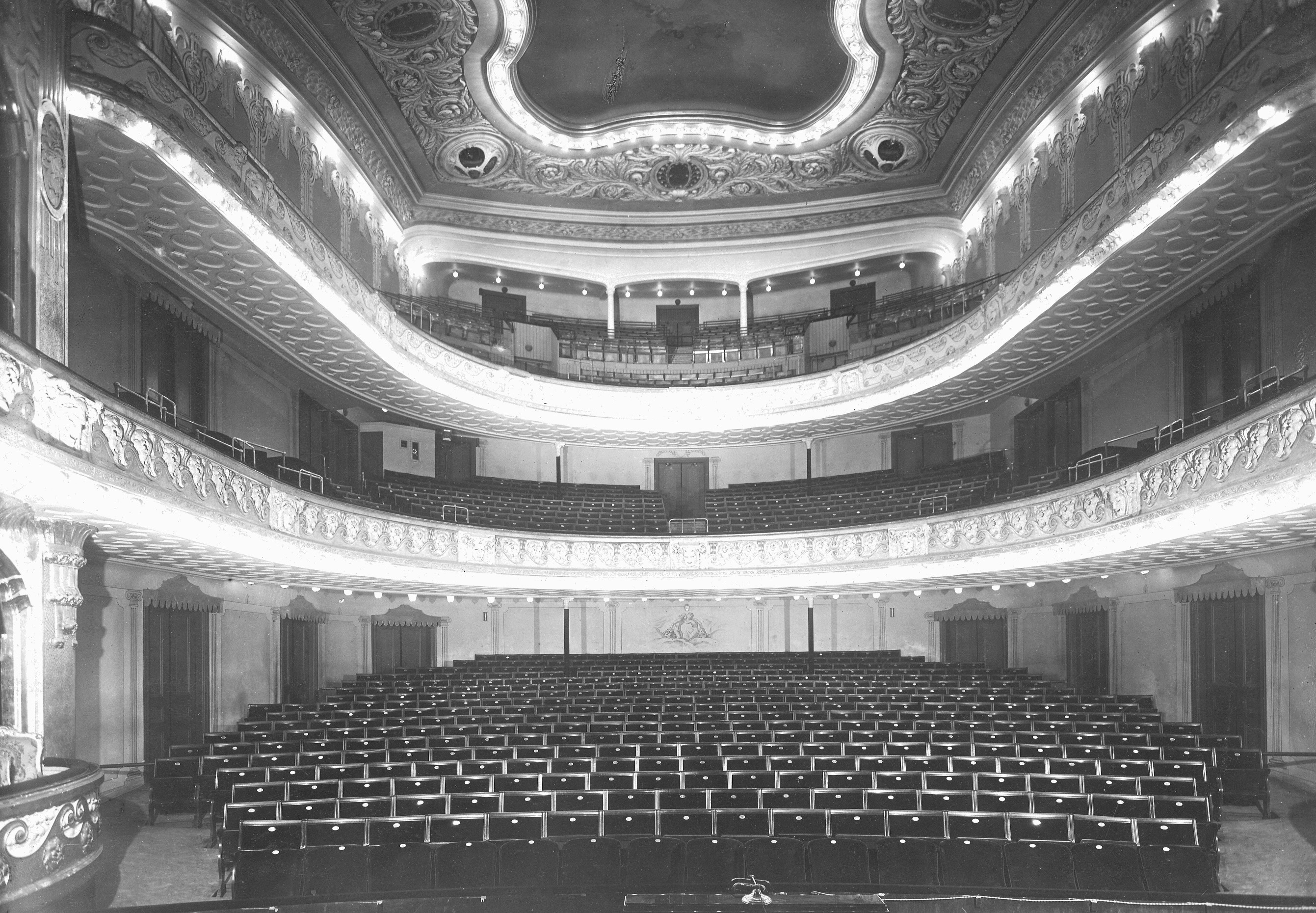
Зал театра в 1910-х годах

С 1947 года Oscarsteatern принадлежал группе театральных компаний Sandrews. Несмотря на то, что театр не приносил большой прибыли, в нём продолжали ставить мюзиклы. В период с 1971 по 1974 год театр претерпел реконструкцию, его зал был приведён в первоначальное состояние. В 1998 году совладельцем театра стала Вики фон дер Ланкен; с 2004 года руководство Oscarsteatern было разделено с компанией 2 Entertain. Осенью 2006 года театр отметил свое 100-летие музыкальной постановкой мюзикла «Поющие под дождем».
На протяжении многих лет театр считался ведущей сценой музыкальных постановок и оперетт в Швеции. Среди них: «Моя прекрасная леди» (766 спектаклей в 1959—1961 годах) и «Призрак оперы» (1989—1995 годы). «Призрак оперы» стал самой продолжительной постановкой театра: премьера мюзикла состоялась 27 октября 1989 года и длилась шесть лет, в течение которых было дано 1173 спектакля, которые посмотрели 1 055 800 человек.
Оригинальная шведская постановка мюзикла «Девять» в 1983 году является одной из самых успешных и одобренных критиками постановок в истории театра. В числе оперных исполнителей, дебютировавших на сцене Oscarsteatern была сопрано Роза Грюнберг.